# Cynoscion jamaicensis
Cynoscion jamaicensis är en fiskart som först beskrevs av Vaillant och Bocourt, 1883.  Cynoscion jamaicensis ingår i släktet Cynoscion och familjen havsgösfiskar. Inga underarter finns listade i Catalogue of Life.
Arten blir vanligen 35 cm lång och några hanar når en längd av cirka 50 cm samt en vikt upp till 1 kg. Cynoscion jamaicensis har på ovansidan en gråaktig färg och undersidan är silverfärgad. Ovanför sidolinjen finns ofta otydliga mörka strimmor. Huvudet kännetecknas av en stor mun där underkäken är lite utskjutande. Längst fram i överkäken finns ett par tänder som liknar hörntänder.
Denna fisk förekommer trots namnet inte vid Jamaicas kust. Cynoscion jamaicensis hittas istället i tre från varandra skilda regioner, den första från östra Guatemala till sydöstra Honduras, den andra kring Hispaniola och Puerto Rico samt den tredje från nordöstra Costa Rica till södra Brasilien. Arten lever i grunda havsområden som är upp till 100 meter djupa med ett bottensediment av sand eller slam. Cynoscion jamaicensis äter främst kräftdjur och små fiskar. Unga exemplar besöker ofta mynningsvikar av angränsande floder.
Fångs på arten sker främst vid Venezuelas och regionen Guyanas kustlinje. På fiskmarknader säljs Cynoscion jamaicensis oftast färsk och saltad. En tydlig populationsminskning är inte dokumenterad. IUCN listar arten som livskraftig (LC).